# Abierto Mexicano de Tenis 2023 - Doppio
Il doppio dell'Abierto Mexicano de Tenis 2023 è stato un torneo di tennis facente parte dell'ATP Tour 2023.
Feliciano López e Stefanos Tsitsipas erano i detentori del titolo ma si sono ritirati prima del torneo a causa dell'infortunio di Tsitsipas.
Il torneo è stato vinto da Alexander Erler e Lucas Miedler, che hanno battuto in finale Nathaniel Lammons e Jackson Withrow con il punteggio di 7-6(9), 7-6(3).

## Teste di serie
1. Wesley Koolhof /  Neal Skupski (semifinale)
2. Marcelo Arévalo /  Jean-Julien Rojer (primo turno)

1. Jamie Murray /  Michael Venus (primo turno)
2. Juan Sebastián Cabal /  Robert Farah (primo turno)

## Wildcard
1. Jacopo Berrettini /  Matteo Berrettini (primo turno)

1. Hans Hach Verdugo /  Miguel Ángel Reyes Varela (primo turno)

## Qualificati
1. Guido Andreozzi /  Guillermo Durán (primo turno)

## Tabellone

### Legenda
| - Q = Qualificato - WC = Wild card - LL = Lucky loser | - ALT = Alternate - SE = Special Exempt - PR = Protected Ranking | - w/o = Walkover - r = Ritirato - d = Squalificato |

|  | Primo turno | Primo turno                    | Primo turno                    | Primo turno | Primo turno |  |  | Quarti di finale | Quarti di finale         | Quarti di finale         | Quarti di finale    | Quarti di finale |    |      | Semifinale | Semifinale                    | Semifinale                    | Semifinale                        | Semifinale                        |    |    | Finale | Finale | Finale | Finale | Finale |  |
|  |             |                                |                                |             |             |  |  |                  |                          |                          |                     |                  |    |      |            |                               |                               |                                   |                                   |    |    |        |        |        |        |        |  |
|  | 1           | W Koolhof N Skupski            | W Koolhof N Skupski            | 7           | 6           |  |  |                  |                          |                          |                     |                  |    |      |            |                               |                               |                                   |                                   |    |    |        |        |        |        |        |  |
|  | WC          | H Hach Verdugo MÁ Reyes Varela | H Hach Verdugo MÁ Reyes Varela | 65          | 3           |  |  | 1                | W Koolhof N Skupski      | W Koolhof N Skupski      | 6                   | 6                |    |      |            |                               |                               |                                   |                                   |    |    |        |        |        |        |        |  |
|  | WC          | J Berrettini M Berrettini      | J Berrettini M Berrettini      | 3           | 4           |  |  |                  | S Doumbia F Reboul       | S Doumbia F Reboul       | 4                   | 4                |    |      |            |                               |                               |                                   |                                   |    |    |        |        |        |        |        |  |
|  |             | S Doumbia F Reboul             | S Doumbia F Reboul             | 6           | 6           |  |  |                  |                          |                          |                     |                  |    |      | 1          | W Koolhof N Skupski           | 4                             | 6                                 | [4]                               |    |    |        |        |        |        |        |  |
|  | 3           | J Murray M Venus               | 3                              | 7           | [9]         |  |  |                  |                          |                          | A Erler L Miedler   | 6                | 4  | [10] |            |                               |                               |                                   |                                   |    |    |        |        |        |        |        |  |
|  |             | A Erler L Miedler              | 6                              | 67          | [11]        |  |  |                  | A Erler L Miedler        | A Erler L Miedler        | 6                   | 6                |    |      |            |                               |                               |                                   |                                   |    |    |        |        |        |        |        |  |
|  |             | W Blumberg C Ruud              | W Blumberg C Ruud              | 6           | 6           |  |  |                  | W Blumberg C Ruud        | W Blumberg C Ruud        | 4                   | 3                |    |      |            |                               |                               |                                   |                                   |    |    |        |        |        |        |        |  |
|  |             | N Mahut J Salisbury            | N Mahut J Salisbury            | 4           | 4           |  |  |                  |                          |                          |                     |                  |    |      |            | Alexander Erler Lucas Miedler | Alexander Erler Lucas Miedler | 7                                 | 7                                 |    |    |        |        |        |        |        |  |
|  |             | A Göransson B McLachlan        | A Göransson B McLachlan        | 7           | 6           |  |  |                  |                          |                          |                     |                  |    |      |            |                               |                               | Nathaniel Lammons Jackson Withrow | Nathaniel Lammons Jackson Withrow | 69 | 63 |        |        |        |        |        |  |
|  | Q           | G Andreozzi G Durán            | G Andreozzi G Durán            | 64          | 4           |  |  |                  | A Göransson B McLachlan  | 6                        | 64                  | [11]             |    |      |            |                               |                               |                                   |                                   |    |    |        |        |        |        |        |  |
|  |             | M McDonald B Shelton           | M McDonald B Shelton           | 7           | 6           |  |  |                  | M McDonald B Shelton     | 1                        | 7                   | [9]              |    |      |            |                               |                               |                                   |                                   |    |    |        |        |        |        |        |  |
|  | 4           | JS Cabal R Farah               | JS Cabal R Farah               | 65          | 4           |  |  |                  |                          |                          |                     |                  |    |      |            | A Göransson B McLachlan       | 5                             | 7                                 | [11]                              |    |    |        |        |        |        |        |  |
|  |             | N Lammons J Withrow            | N Lammons J Withrow            | 6           | 7           |  |  |                  |                          |                          | N Lammons J Withrow | 7                | 62 | [13] |            |                               |                               |                                   |                                   |    |    |        |        |        |        |        |  |
|  |             | S González É Roger-Vasselin    | S González É Roger-Vasselin    | 4           | 63          |  |  |                  | N Lammons J Withrow      | N Lammons J Withrow      | 7                   | 7                |    |      |            |                               |                               |                                   |                                   |    |    |        |        |        |        |        |  |
|  |             | R Matos D Vega Hernández       | 6                              | 3           | [10]        |  |  |                  | R Matos D Vega Hernández | R Matos D Vega Hernández | 63                  | 62               |    |      |            |                               |                               |                                   |                                   |    |    |        |        |        |        |        |  |
|  | 2           | M Arévalo J-J Rojer            | 2                              | 6           | [2]         |  |  |                  |                          |                          |                     |                  |    |      |            |                               |                               |                                   |                                   |    |    |        |        |        |        |        |  |

## Qualificazioni

### Teste di serie
1. Guido Andreozzi /  Guillermo Durán (qualificati)

1. Ruben Gonzales /  Reese Stalder (ultimo turno)

### Qualificati
1. Guido Andreozzi /  Guillermo Durán

### Tabellone
|  | Primo turno | Primo turno                       | Primo turno                   | Primo turno | Primo turno |  |  | Ultimo turno | Ultimo turno                    | Ultimo turno                    | Ultimo turno | Ultimo turno |  |
|  |             |                                   |                               |             |             |  |  |              |                                 |                                 |              |              |  |
|  | 1           | Guido Andreozzi Guillermo Durán   | 6                             | 3           | [10]        |  |  |              |                                 |                                 |              |              |  |
|  | PR          | Christopher Eubanks Bradley Klahn | 4                             | 6           | [7]         |  |  | 1            | Guido Andreozzi Guillermo Durán | Guido Andreozzi Guillermo Durán | 6            | 6            |  |
|  | WC          | Boris Arias Federico Zeballos     | Boris Arias Federico Zeballos | 3           | 4           |  |  | 2            | Ruben Gonzales Reese Stalder    | Ruben Gonzales Reese Stalder    | 4            | 2            |  |
|  | 2           | Ruben Gonzales Reese Stalder      | Ruben Gonzales Reese Stalder  | 6           | 6           |  |  |              |                                 |                                 |              |              |  |